# Gräf & Stift

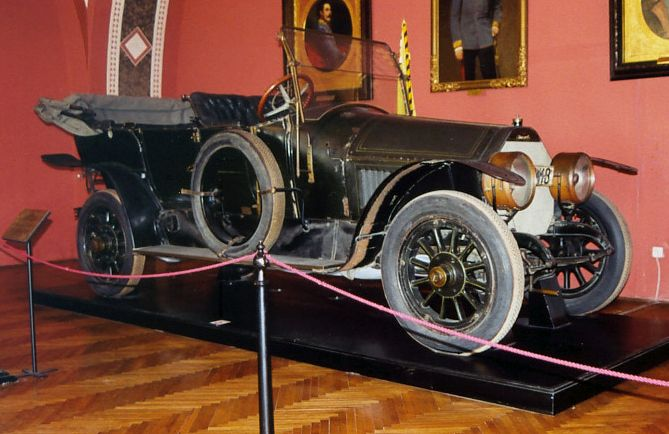
Den Gräf & Stift som Österrikes tronarvinge Franz Ferdinand åkte i vid attentatet i Sarajevo 1914. Bilen finns idag på det militärhistoriska museet i Wien.

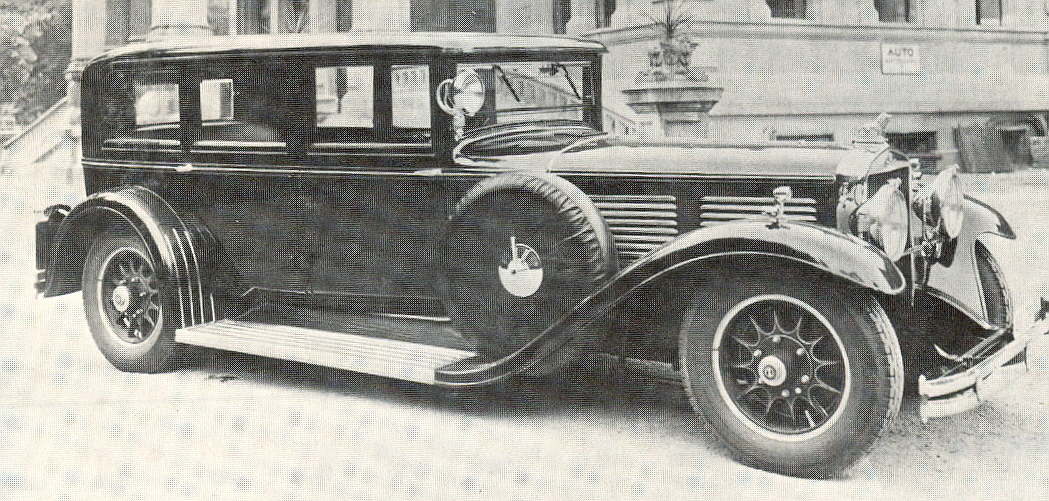
Gräf & Stift SP 8 (1931)

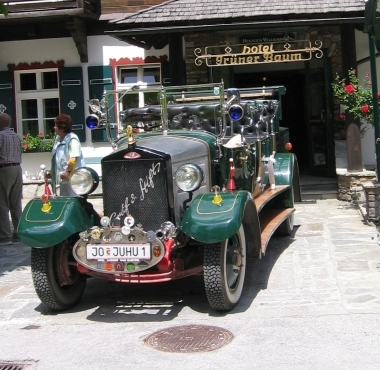
Gräf & Stift (1928)

Gräf & Stift, österrikisk biltillverkare, grundad 1904, sedan 1971 del av MAN AG. Företaget är känt för sina stora luxuösa bilar i början av 1900-talet. Från 1938 tillverkade man enbart lastbilar och bussar. 

## Historia
Gräf & Stift grundades av bröderna Franz, Heinrich och Carl Gräf tillsammans med Wilhelm Stift som investerade i företaget. Bröderna Gräf hade redan 1893 startat en verkstad och företaget bildades 1904 sedan Wilhelm Stift valt att investera i företaget. 1905 startade man tillverkning av stora lyxbilar och mindre bussar. Bland företagets prominenta kunder märks Österrikes kejsarfamilj. Det var i en Gräf & Stift som Österrikes tronarvinge Franz Ferdinand åkte i vid attentatet i Sarajevo 1914 och som Karl I kom till Schweiz med för att leva i exil. Efter Första världskriget lämnade man tillverkningen av lyxbilar 1938 och inriktade sig på lastbilar och bussar. 
1971 slogs Gräf & Stift samman med Österreichische Automobilfabrik och bildade Österreichische Automobilfabrik ÖAF-Gräf & Stift AG. Företaget togs samma år över av tyska MAN AG som sedan tidigare haft ägarandelar i Österreichische Automobilfabrik. Namnet Gräf levde kvar ytterligare en tid som varumärket Gräf/Steyr.

## Personbilar
- Gräf & Stift Kaiserwagen 40/45 PS
- Gräf & Stift SP
- Gräf & Stift C12

## Lastbilar
- Gräf & Stift Feuerwehr 40/45 PS

## Bussar
- Gräf & Stift OLZT-4
- Gräf & Stift 120 O